# Illusionnisme

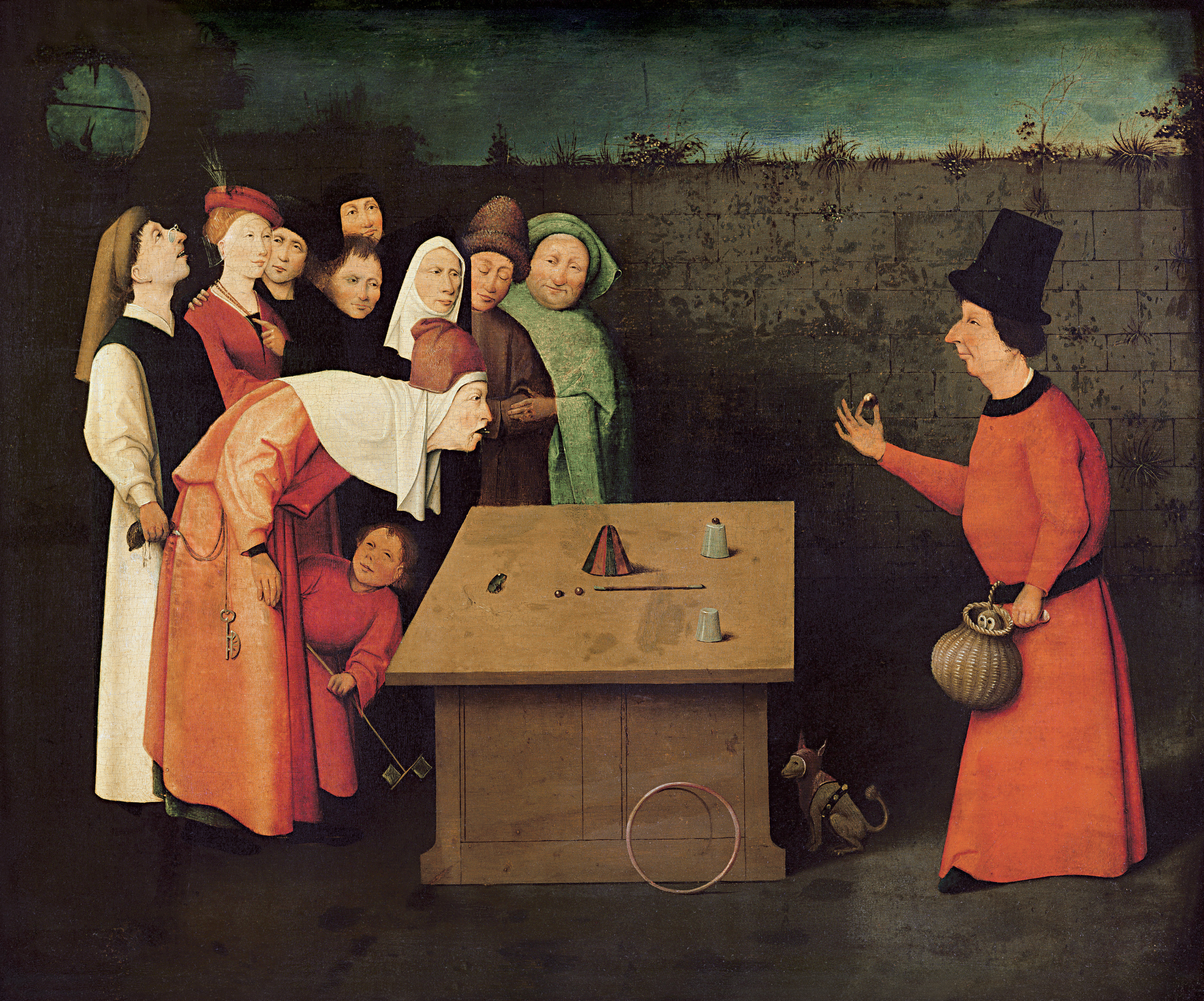
Jérôme Bosch (ou suiveur) : L'Escamoteur, 1475-1480, huile sur bois, Saint-Germain-en-Laye, musée municipal.

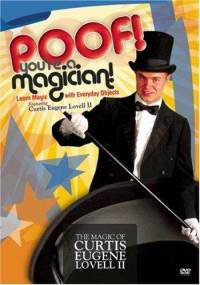
Au XXe siècle, le magicien appelé « prestidigitateur » ou « illusionniste » se présentait souvent sur scène en costume avec un smoking noir et une chemise blanche agrémentée d'un nœud papillon assorti au veston, une longue cape en velours noire à l'extérieur et rouge à l'intérieur, un chapeau haut-de-forme noir, et une baguette magique à la main.

Pour les articles homonymes, voir Magie.
L'illusionnisme, ou la prestidigitation, est un art du spectacle qui consiste à créer des illusions.  On parle aussi de magie dans le langage courant.

## Un art du spectacle
L'illusionnisme est pratiqué le plus souvent par des artistes dans le cadre du monde du spectacle. Le magicien s’est entraîné pour créer les illusions qui leurrent nos sens : il fait apparaître et disparaître diverses choses, il défie la gravité, transforme la matière, lit dans les pensées, voit dans l’avenir. Avec ses astuces et son habileté, son adresse et son boniment, une mise en scène théâtrale, un éclairage subtil ou un fond musical, le prestidigitateur crée un contexte grâce auquel son trucage – au demeurant parfois fort simple mais astucieux – devient stupéfiant au point de créer l’illusion qu’un mystère vient de se produire sous nos yeux.

### Différentes appellations
Avant d'être appelée illusionnisme ou prestidigitation, cette discipline était appelée tantôt physique amusante, tantôt escamotage.

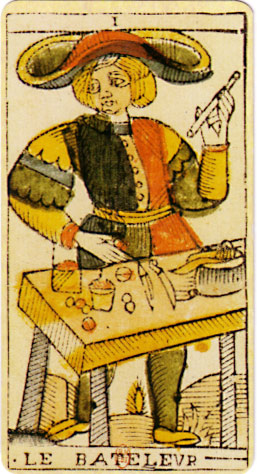
La première carte du jeu de tarot de Marseille est le bateleur, représentation du magicien, ancêtre de l’escamoteur devenu le prestidigitateur (jeu de Jean Dodal, début XVIIIe siècle)

Distinction entre prestidigitation et magie
Le langage commun, le marketing et la facilité d'utilisation du mot magie conduisent à un amalgame entre la prestidigitation qui est un art mêlant agilité, ingéniosité et psychologie, et la magie au sens premier du terme qui est un « phénomène surnaturel » ou inexpliqué. La prestidigitation est donc l'art de créer l'illusion d'un phénomène impossible mais qui repose sur des règles on ne peut plus rationnelles, logiques. Le mot magie a un sens étymologique religieux, ce que le mot prestidigitation n'a pas.
EscamotageLe nom d'escamotage pourrait venir de l'arabe escamote qui désigne une petite balle de liège à laquelle on a donné plus tard le nom de muscade, à cause de sa ressemblance avec ce fruit. Dans le principe, l'escamotage s'appliquait uniquement aux gobelets. Le praticien de l'escamotage est appelé escamoteur.
Physique amusanteUtilisé dès la fin du XVIIIe siècle, quand des spectacles incluaient des démonstrations d'effets physiques curieux récemment découverts, avec des aimants, des jeux d'ombres et de lumières, l'électricité statique, etc. On appelait le maître d'œuvre un « physicien », qui, en définitive, divertissait en jouant avec des phénomènes propres aux lois de la physique mais qu'il enrobait souvent dans un discours ésotérique.
PrestigiateurLe mot « prestigiateur » (il est issu du latin et survit en italien dans le « prestigiatore »), qui a existé en français jusqu'à la fin du siècle des Lumières. Praestigiator, au XIIe siècle, chez Jean de Salisbury, désignait un prestidigitateur, un faiseur de tours, et il ajoute que l'on soupçonnait le diable d'être l'auxiliaire de ces baladins : de là, plus tard, le glissement de prestidigitateur à magicien. Mais, en 1583, le concile provincial de Tours l'utilise comme synonyme de magus (magicien).
PrestidigitationLe mot prestidigitation (de presto digiti qui signifie agilité des doigts) a été créé par Jules de Rovère en 1819, qui ne voulait pas indiquer sur son affiche le mot d'escamoteur ou de physicien. Ce terme a supplanté le prestigiateur, faisant perdre à la discipline sa référence au « prestige » antique pour ne laisser qu'une référence à l'agilité des doigts.
La réussite dans cet art se fait grâce à un ensemble de critères tels que la manipulation, les accessoires, le timing : respect des temps forts et des temps faibles, le boniment ou la musique, les fioritures, l'attitude (la personnalité et l'originalité), le regard, le don de comédien, etc.
Illusionnisme
Dénomination apparue à la fin du XIXe siècle, plus à même de rendre compte de la diversité de cet art, puisqu'il cesse de mettre l'accent sur la dextérité (comme le faisait prestidigitation) pour pointer une réalité plus large liée à l'illusion en général.

### Histoire

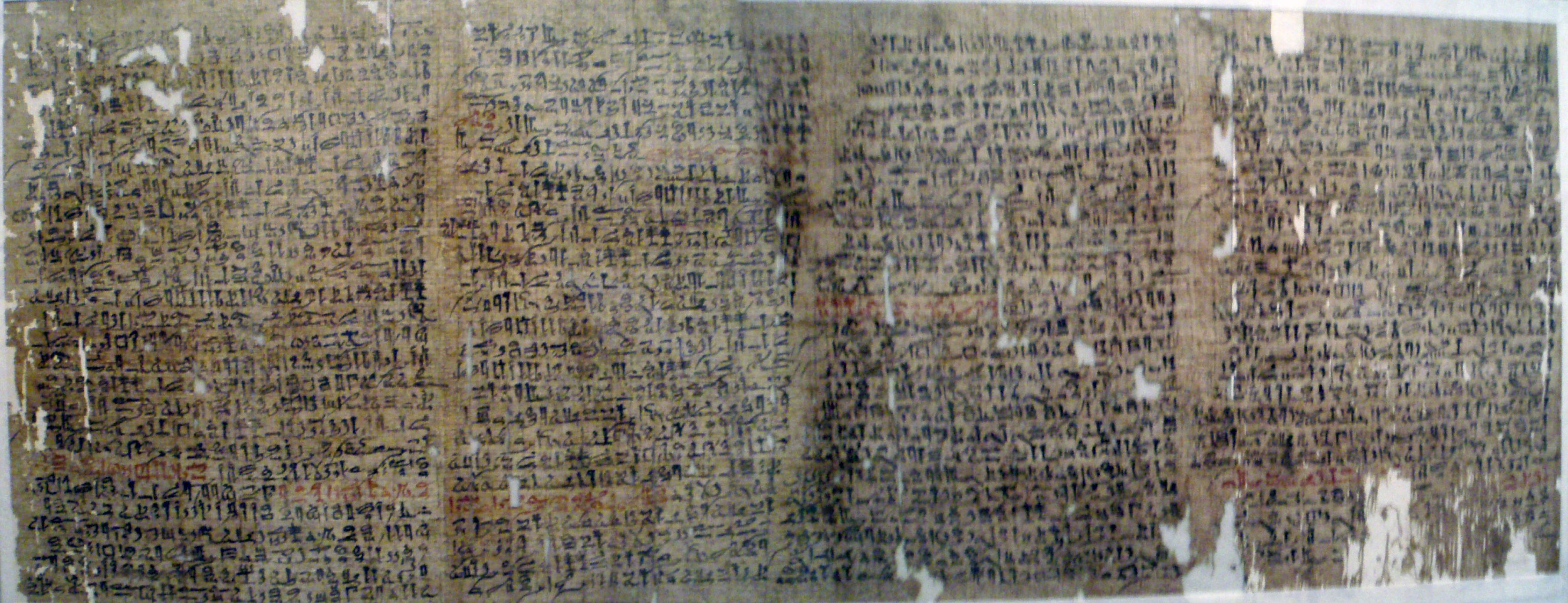
Papyrus Westcar (vers 1700 av. J.C.)

Le papyrus Westcar (vers 1700 av. J.C.) est l'un des plus anciens témoignages sur l'illusionnisme.
Les pratiques magiques remonteraient à la Préhistoire. Bien que les spécialistes ne soient pas tous d'accord sur leur signification, les gravures rupestres de sorciers et d'animaux mythiques semblent bien en attester.
L'Ancien Testament décrit le « combat » que livrèrent Moïse et Aaron contre les magiciens de Pharaon. « Moïse jeta devant Pharaon son bâton qui se transforma en serpent. Pharaon à son tour, convoqua les sages et les enchanteurs. Et les magiciens d'Égypte, eux-aussi, accomplirent par leurs sortilèges le même prodige. Ils jetèrent chacun son bâton qui se changea en serpent, mais le bâton d'Aaron engloutit ceux des magiciens. »
Les premiers objets magiques retrouvés intacts sont des vases grecs truqués datant du VIe siècle av. J.-C.. L'un d'eux, conservé et exposé au musée du Louvre, comporte un siphon permettant de le vider et de le remplir à plusieurs reprises. Un autre vase conservé au musée Allard Piierson D’Amsterdam daté du IVe siècle av. J.-C. permettait de verser à volonté deux liquides différents. Les écrits grecs et romains relatent leur intérêt pour les « faiseurs de prestiges ».
De la plus haute Antiquité à nos jours l’art de manipuler les objets, comme l’utilisation des marionnettes, et de prétendre que cette manipulation est le fruit d’un phénomène surnaturel, existe. On en trouve un témoignage remarquable, en ce qui concerne le IIe siècle de notre ère, chez Lucien de Samosate, qui, dans son Alexandron è pseudomantis, décrit et explique les pratiques et les tours de passe-passe d'Alexandre d'Abonotique.
La prestidigitation suscite l'intérêt des savants au Siècle des Lumières. L'Encyclopédie de Diderot, 1772, détaille plusieurs tours à l'article « Tours de cartes et de mains », et rapporte les efforts faits par les scientifiques de l'Académie royale des sciences, notamment de Denis Dodart, pour expliquer les tours.
La prestidigitation semble avoir eu ses maîtres en Italie. C’est en tout cas de là que Jean-Eugène Robert-Houdin écrit avoir identifié l’origine, avec la venue d’Italie à Paris de faiseurs qui appelaient leurs tours des jeux. Il cite les pionniers restés en mémoire : Jonas, Androletti, Antonio Carlotti, puis l’un des fondateurs, Giuseppe Pinetti. En 1908, Harry Houdini publia également ses mémoires : grand collectionneur de magica, il retrace les débuts de cet art du spectacle et cite le Français « Monsieur Phillippe » (né Philippe Talon, 1802-1878), qui employait entre autres des automates dès 1841, sur les scènes de Paris et Londres, précédé de nombreuses célébrités d'alors tels que Haddock, Garnerin, Master Gyngell, Bologna, Henry, Schmidt, Rovère, Charles…

### Illusionnisme et manipulation

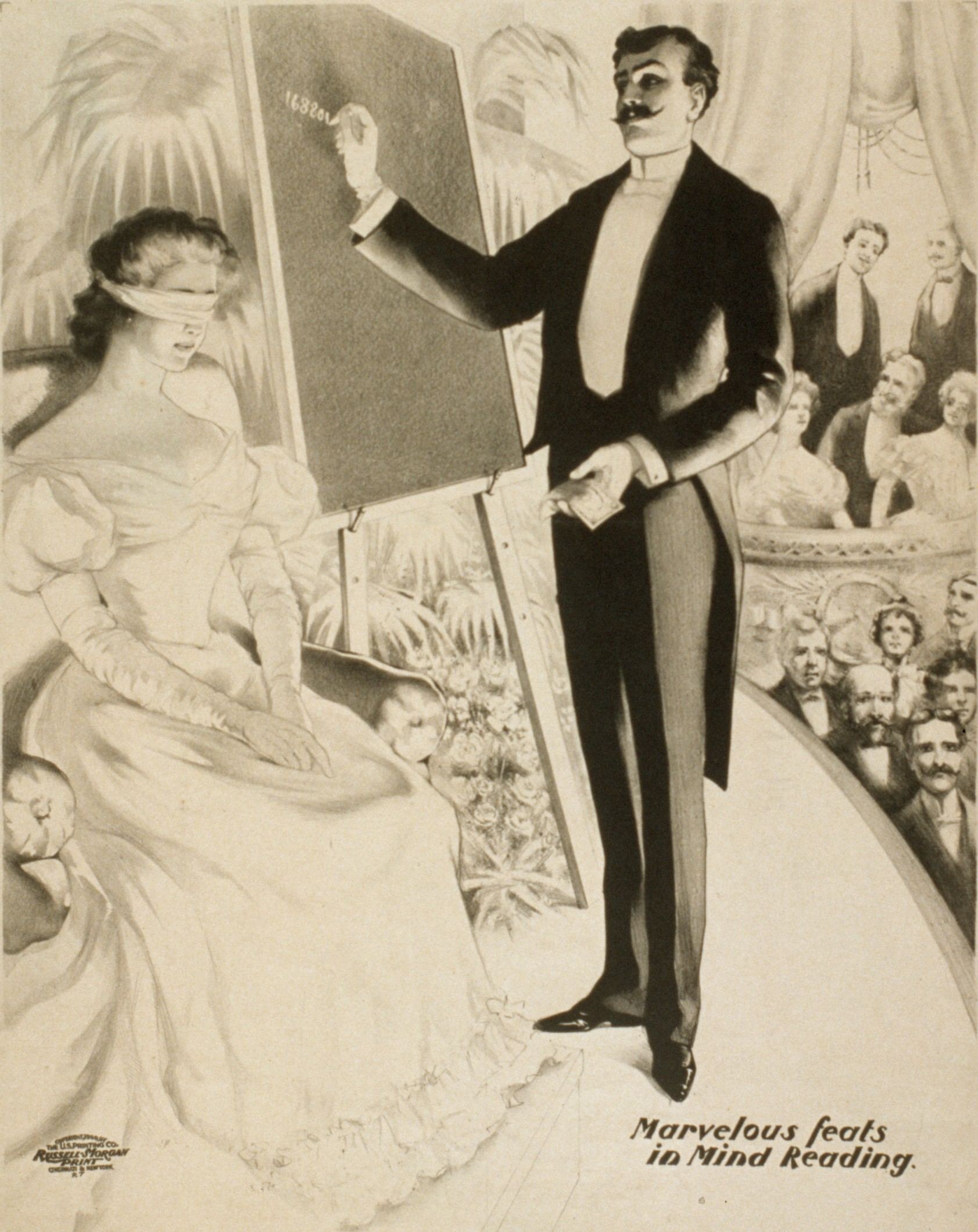
Un mentaliste dans un numéro de lecture des pensées, 1900

Avant d’être un divertissement, la prestidigitation a servi à matérialiser le divin et s’est assimilée à la magie noire, tandis qu’elle s’est peu à peu affirmée magie blanche pour s’éloigner des bûchers. Sa pratique a longtemps profité aux sorciers mais les a aussi souvent conduits à être poursuivis par l’Inquisition. C’est d’ailleurs dans le but de démystifier les procédés employés par les escamoteurs et autres faiseurs de tours en vue de leur éviter le bûcher, que Reginald Scot (1538-1599) publia en 1584 The Discoverie of Witchcraft (La Sorcellerie dévoilée). Ironiquement, cet ouvrage est rapidement devenu un manuel d'apprentissage pour les prestidigitateurs débutants de l'époque.
L'illusionnisme ne doit pas être confondu avec la tricherie ; de même que le jeu des gobelets ne doit pas être confondu avec le bonneteau à la sauvette.

## Genres et courants

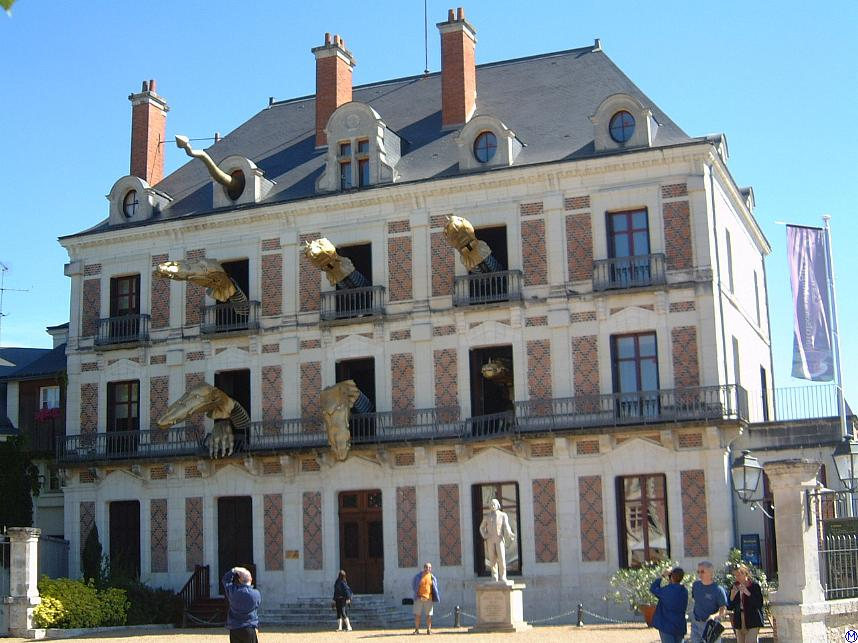
La Maison de la magie, dédiée à Jean-Eugène Robert-Houdin, Blois, France.

### Référencement de Robert-Houdin (XIXesiècle)
À son époque, Jean-Eugène Robert-Houdin a effectué un recensement des branches de sa discipline à laquelle il prédisait un bon avenir :
- tours d’adresse (mains et paroles) ;
- expériences de magie simulée (trucs d’escamotage) ;
- effets prodigieux de l’esprit (mentalisme) ;
- magnétisme simulé (seconde vue, lucidité, divination, extase, catalepsie) ;
- médium (spiritisme, évocation des esprits, tables tournantes, frappantes, parlantes et écrivantes, armoires et leurs mystères) ;
- grandes illusions (femme coupée en deux, transpercée de sabres, balle attrapée (en), disparition) ;
- récréation (quiproquos, subtilités ou combinaisons).

### Actuellement

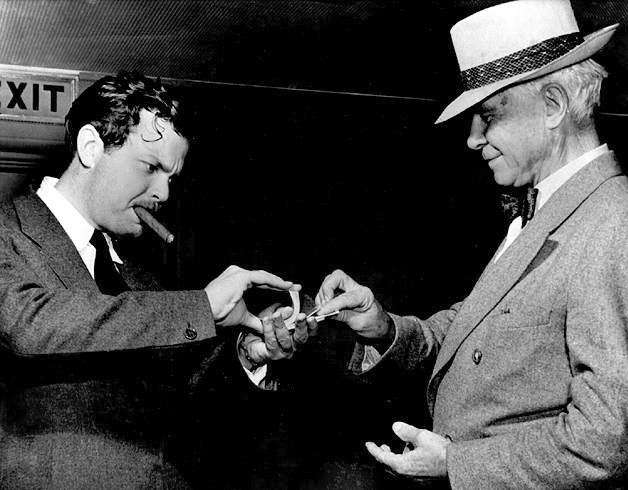
Orson Welles en train de faire un tour de cartes à Carl Sandburg (août 1942).

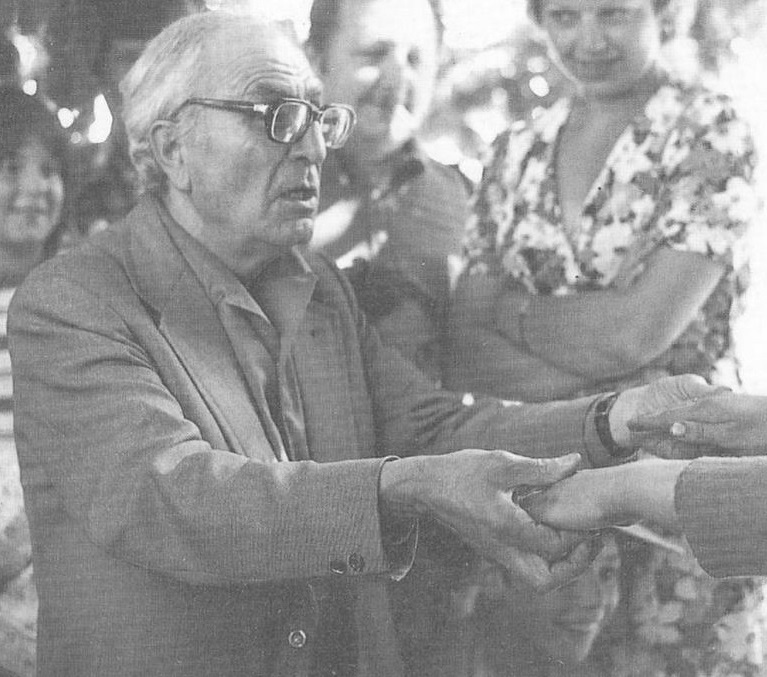
Renélys dans les années 1970.

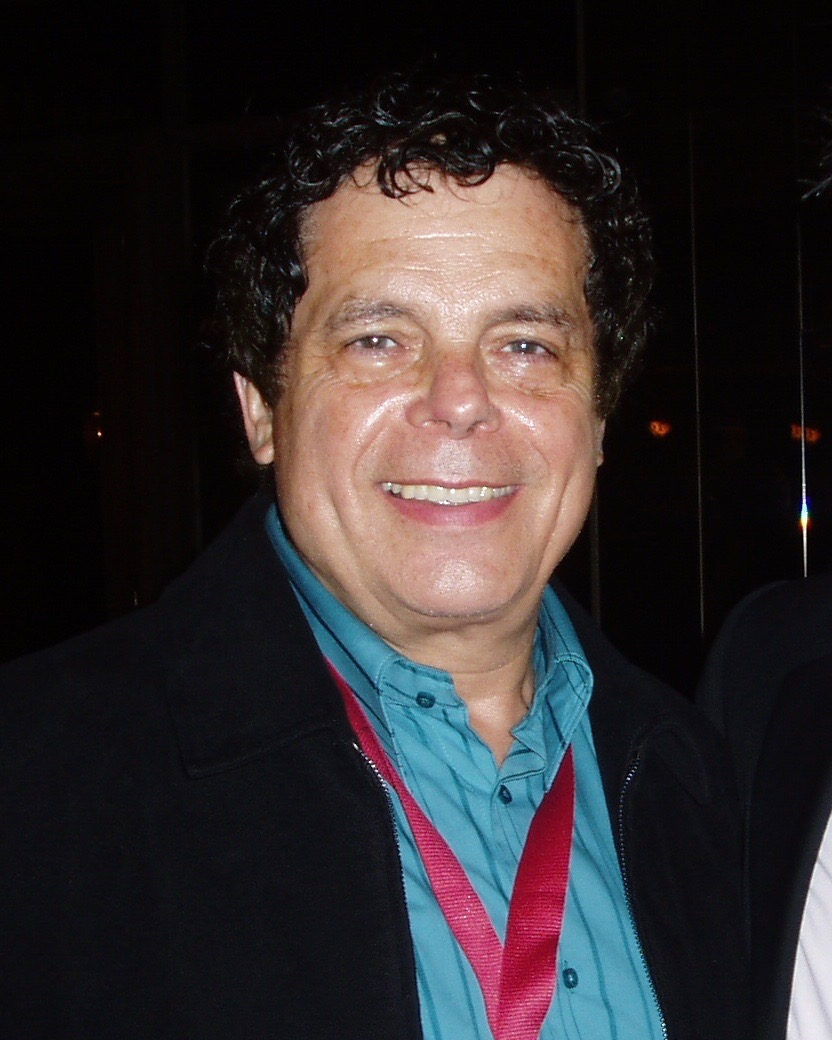
Gérard Majax en 2005.

Si les Théâtres magiques du XIXe siècle ont disparu, les spectacles de magie sont aujourd'hui présents à la télévision. En France : Le Plus Grand Cabaret du monde, Les Mandrakes d'Or. Ils ont trouvé un terrain propice dans les salles de spectacles des casinos de Las Vegas, devenue « la capitale mondiale de la Magie ». La magie se trouve aussi présente dans le renouveau des spectacles de cirque.
De nos jours, la magie, en tant qu'art du spectacle, revêt plusieurs formes en fonction du lieu où elle est pratiquée et du type d’illusion déployée :
- les spectacles de scène avec diverses catégories : grande illusion, manipulation, magie comique ou burlesque, magie bizarre, escapologie, mentalisme ;
- la magie rapprochée ou micromagie qui fait souvent appel à la cartomagie et qui se pratique souvent en restaurant, cabarets, soirées privées ; le matériel utilisé est généralement simple et d'aspect courant, notamment des cartes ou des pièces ;
- la cartomagie, genre d'illusionnisme recourant essentiellement aux cartes pour produire des effets magiques ;

- la magie de rue qui a recours aux mêmes approches que la magie rapprochée, mais nécessite une aptitude particulière pour « accrocher » le passant, et nécessite que le tour soit exécutable totalement entouré de spectateurs ; Le vol à la tire peut être également une de ses composantes mais à but de spectacle et non de « Vol » ;
- la magie de salon, intermédiaire entre le close-up et la magie de scène : les accessoires sont plus grands, parfois loufoques (par exemple une baguette magique géante) ;

- le mentalisme, art consistant à simuler les phénomènes curieux ou réputés paranormaux. Les accessoires sont peu communs, intrigants, et le mentaliste prétend n'utiliser aucune tricherie mais des forces surnaturelles pour ses « expériences » ;

- la magie digitale, qui intègre les nouvelles technologies ;
- les arts dits « annexes » tels que la ventriloquie, le vol à la tire (pickpocketisme), et l’ombromanie.

### Magie bizarre
Le mouvement « magie bizarre » fut créé à la fin des années 1960 à partir des travaux de bizarristes (comme Tony Shiels et Charles Cameron par exemple). Il fut essentiellement développé en réaction contre l’illusionnisme classique, et fut une tentative de retour aux sources de l'art magique qui cherchait à mettre l'accent sur l'expérience émotionnelle des participants. C'est avant tout une manière de présenter, qui met l'accent non plus sur le truc mais sur la présentation du truc, dans une approche théâtrale générale.
La magie bizarre consiste généralement à raconter une histoire fondée sur des faits historiques ou non pour créer une atmosphère (généralement sombre), tout en y incluant des effets magiques destinés à créer des temps forts au cours du récit. Certains tours de ce type peuvent être intercalés dans des représentations apparentées à d'autres formes de magie telles que la magie rapprochée ou la magie de scène. En Europe, Christian Chelman est le principal continuateur de cette forme spécifique.

### Magie nouvelle
Depuis le début des années 2000, les prestidigitateurs qui constituent le noyau dur de la magie moderne telle que définie par Jean-Eugène Robert-Houdin doivent affronter la concurrence du courant Magie Nouvelle qui s'attache à dépasser le cadre traditionnel de la magie qui limite la pratique magique au divertissement, considérant le tour de magie comme un simple « casse-tête ». Pour les compagnies de Magie Nouvelle il s'agit au contraire de donner aux arts magiques une portée esthétique, poétique, voire politique, et ainsi d'en faire autre chose que de l'illusionnisme ou de la prestidigitation.[source insuffisante]
« Les gens ont tendance à réduire d'emblée la magie à l'illusionnisme et à la prestidigitation. Or, ce qui manquait jusque-là, c'est une démarche qui prenne la magie comme langage artistique à part entière. » Raphaël Navarro, compagnie 14:20.

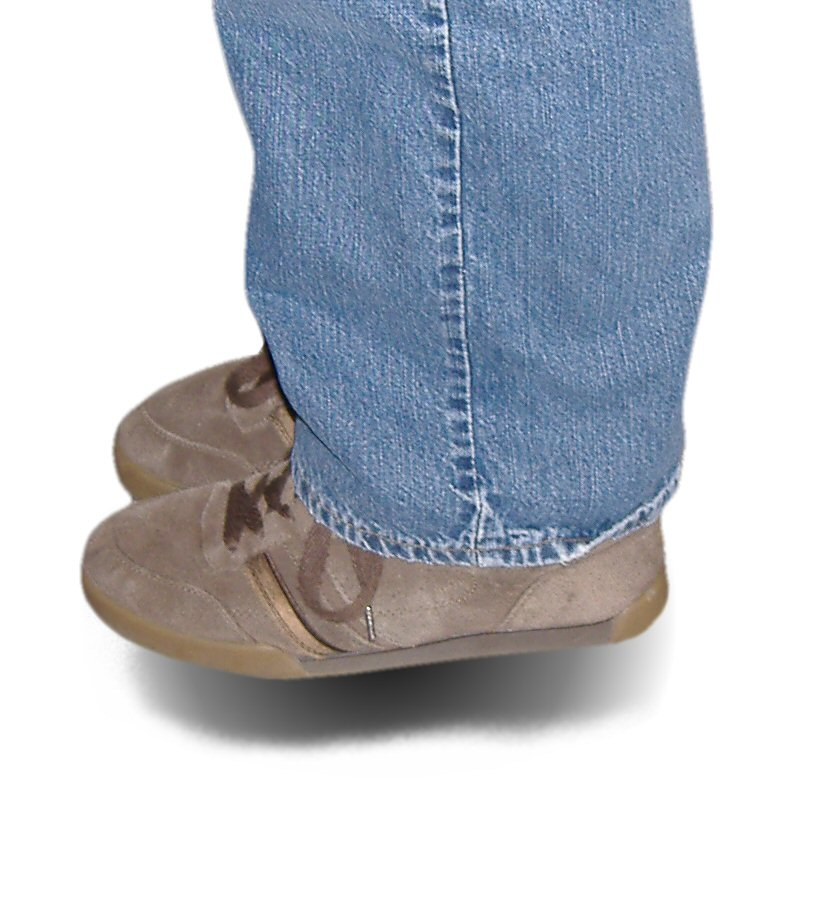
Lévitation
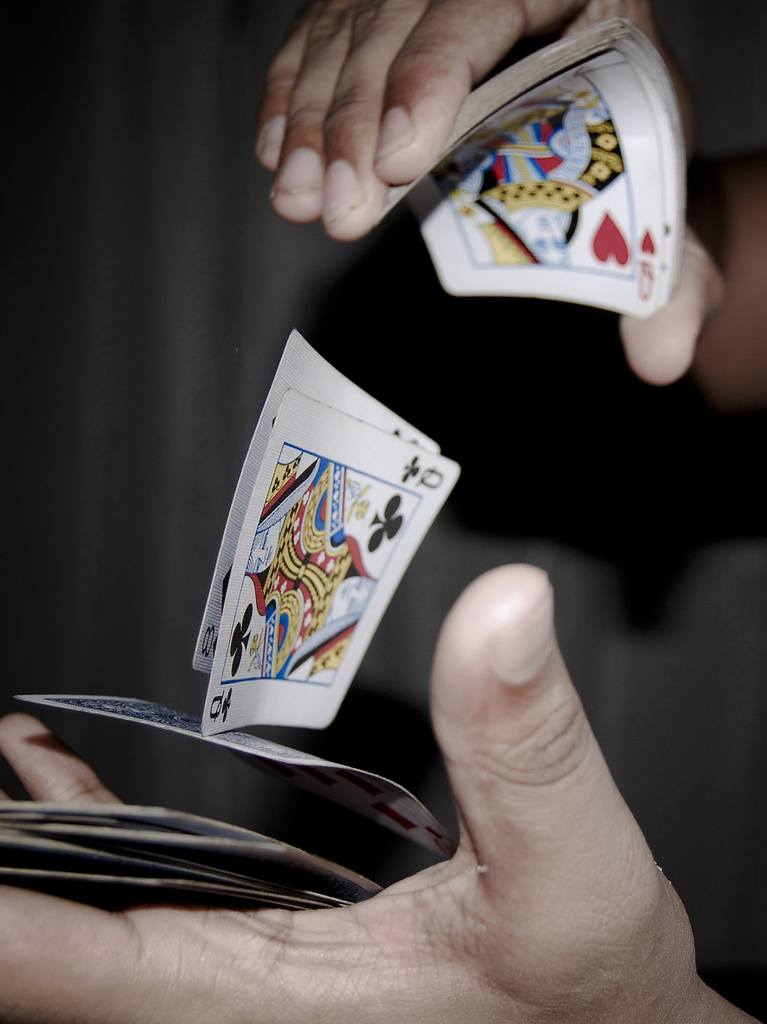
Réalisation d'une fioriture appelée spring
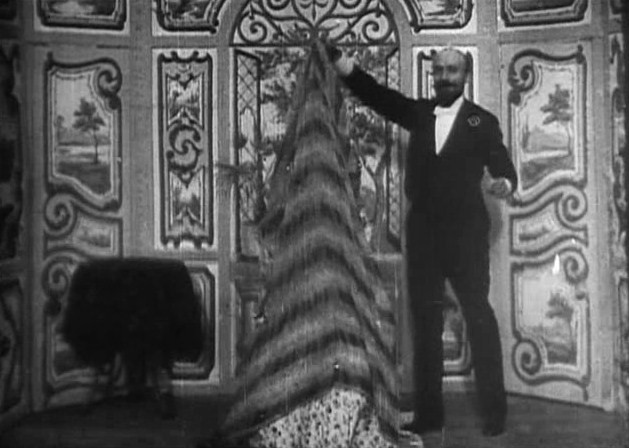
Escamotage d'une femme par Georges Méliès

## Terminologie propre à l'illusionnisme
Quelques termes spécifiques à l’illusionnisme sont définis ci-dessous :

### Les assistants, le discours, le numéro
- Baron

Un baron est une personne faisant prétendument partie du public, mais en fait complice de l'illusionniste, dont ce dernier peut avoir besoin pour certains tours.
- Le jumeau ou la jumelle monozygote, pour une téléportation, gagner du temps par un échange de personnes…
- Boniment

Le boniment est un discours qui accompagne l'exécution du tour.
Dans son livre Comment on devient sorcier, Jean-Eugène Robert-Houdin précise le mot boniment qu'il considère comme un terme technique de son art : « Ce mot, tiré du vocabulaire des anciens escamoteurs, n'a pas d'équivalent dans la langue française. Comment, en effet, exprimer ce qu'on dit en exécutant un tour ? Ce n'est pas un discours, encore moins un sermon, une narration, une description. Le boniment est tout simplement la fable destinée à donner à chaque tour d'escamotage l'apparence de la vérité. »
- Climax

Dans un tour de magie, le climax désigne le moment fort et particulièrement surprenant qui termine le tour.
Parfois le tour est construit avec deux ou trois climax successifs de plus en plus forts. Les premiers, pouvant laisser croire que le tour est terminé, concourent à faire baisser l'attention du spectateur.
- Débinage

Le débinage est l'action de révéler (ou de faire semblant de révéler) à un non-magicien le secret d'un tour. Il peut être volontaire en violation de la règle déontologique en usage dans ce domaine ou involontaire par maladresse en ratant l'exécution du tour.

### Techniques de prestidigitation

#### Détournement d'attention (oumisdirection)
Le détournement d'attention consiste à dissimuler une action en simulant une autre action paraissant naturelle aux yeux des spectateurs. Il s'agit d'un des ressorts les plus puissants du prestidigitateur qui dirige ainsi l'attention des spectateurs là où « il n'y a rien d'anormal à voir » ce qui lui permet d'accomplir des actions en secret et à l'insu du spectateur, sans que celui-ci puisse en soupçonner l'existence. Par exemple, le magicien désignera un objet sur sa droite pour opérer une action sur sa gauche, égalisera un jeu de cartes pour effectuer une tout autre action, etc. En résumé, il s'appuie sur les processus cognitifs du spectateur qui associe usuellement certains effets à certaines causes et les détourne à son avantage. Dans certains cas, l'action du magicien pourrait être vue du spectateur si celui-ci n'était sujet à une cécité d'inattention.

#### Fioriture
Une fioriture est un mouvement esthétique qui n'est pas indispensable à l'exécution d'un tour, mais le rend plus plaisant pour le spectateur. Par exemple, faire tourner une carte sur un doigt au moment de révéler sa face. Indirectement, la fioriture permet au prestidigitateur de démontrer sa dextérité. Un excès de fioritures peut nuire à la qualité d'un tour en rendant l'effet magique moins percutant. Certains exécutants se spécialisent, dans leur pratique de l'illusionnisme, dans l’utilisation de fioritures plus ou moins complexes.

#### Passe
Une passe désigne la méthode de manipulation employée pour réaliser un effet particulier : disparition, substitution, apparition, etc.

#### Routine
Une routine désigne un enchaînement d'effets magiques accompagnés ou non d'un boniment ; une routine pourra par exemple regrouper plusieurs effets, plus ou moins différents, selon le contexte, pour créer un tout.

### Matériel et accessoires

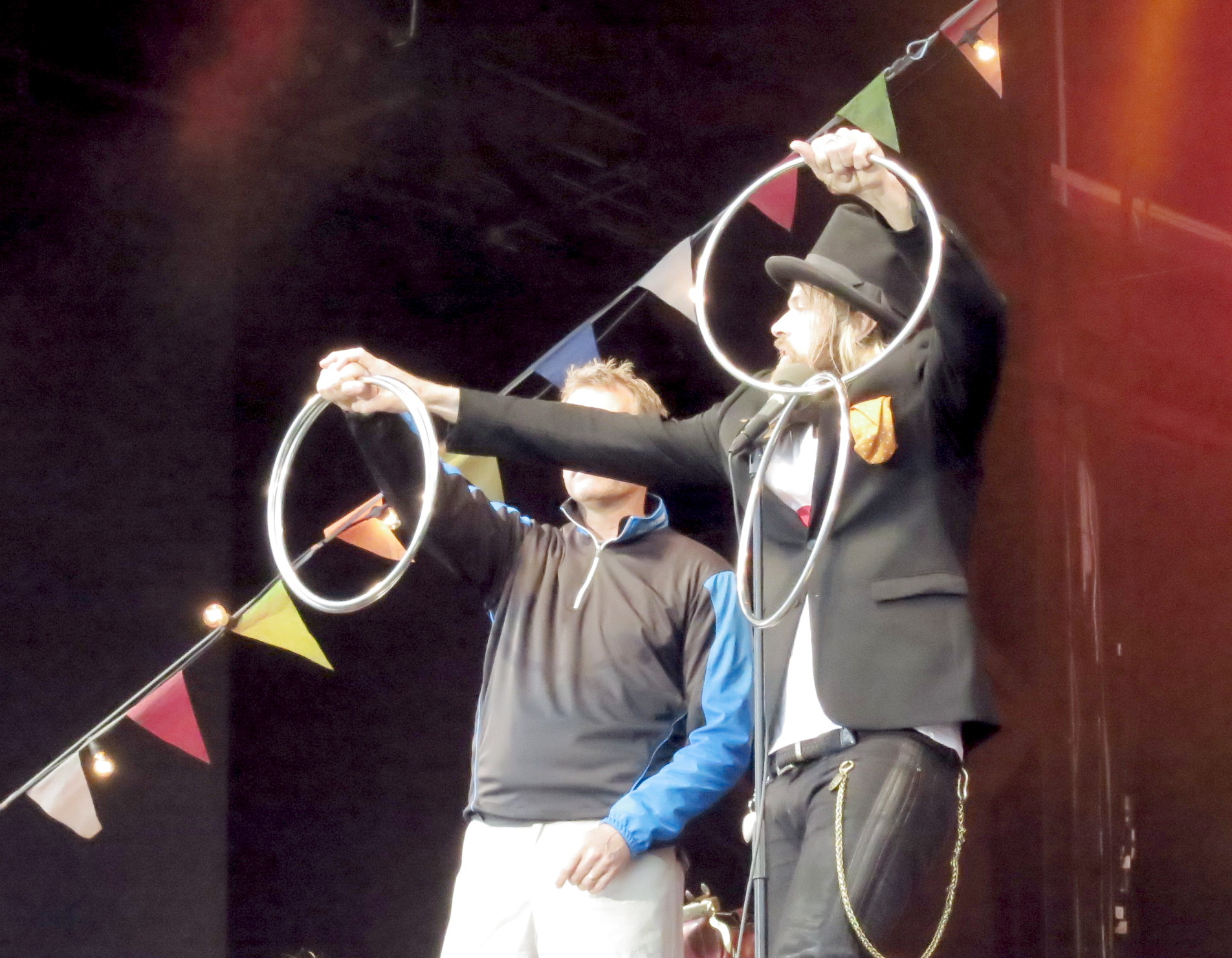
Les anneaux magiques donnent lieu à une multitude d'enchaînements de prestidigitation.

Ce sont les principaux outils du magicien prestidigitateur.
- Baguette
- Cartes, la marque la plus utilisée est Bicycle. Des magiciens tel que Bernard Bilis, Criss Angel, Dominique Duvivier ou Bébel utilisent ces cartes.
- Gobelet et balles
- Pièces principalement des « demi-dollars » qui ont pour qualité d'avoir une taille adéquate et un son participant à l'amélioration de l'effet magique.
- Foulards.
- Anneaux dits chinois.

Il est bon, cependant, de noter qu'aucune discipline magique ne se limite à une liste d'accessoires, si longue soit-elle. Tout objet est propice à la magie, du plus petit au plus grand (disparition d'un hélicoptère, d'une voiture…).

## La règle du secret
Le secret et le respect des autres magiciens sont à la base de l’éthique des magiciens.
De ne jamais faire le même tour deux fois de suite afin de ne pas risquer de révéler le secret du tour.
Les postulants à la Fédération française des artistes prestidigitateurs (FFAP anciennement AFAP) doivent prêter le serment solennel suivant : « Je jure en tant que membre de la FFAP d’observer fidèlement les règles de cette Association et de me soumettre à toutes décisions prises par le Conseil de l’Ordre.
De ne divulguer aucun secret ni de les décrire dans des ouvrages ou des publications pouvant être lus par des profanes.
De ne rien dire ou décrire de ce que je verrai ou entendrai aux réunions de la FFAP à moins d’une autorisation expresse du Conseil de l’Ordre.
D’être loyal envers mes confrères et de pratiquer l’art de la Prestidigitation avec conscience et honneur. »

## Manifestations et festivals
- Fédération internationale des sociétés magiques (FISM) - tous les trois ans.
- La Colombe d’Or d'Antibes Juan-les-Pins
- Le Prix Diavol à Lyon
- Le Festival de la Valette du Var
- Le Festival Magie Blanche sur la ville Rose à Toulouse
- Les Mandrakes d'Or, festival international de magie créé par Gilles Arthur
- Les Portes d'or de la magie à Nancy
- Le Festival de la Magie à Bourg-de-Péage (Drôme)
- Vive La Magie - Festival International
- European Magic History Conference (EMHC)[19]

## Illusionnisme en mathématiques
Hors des paradoxes mathématiques qui sont véritablement para-doxaux (c'est-à-dire qui vont contre l'opinion) mais énoncent des résultats démontrés, il existe en mathématique un art de l'illusion s'exprimant particulièrement par des figures géométriques et relevant de l'illusion visuelle. On peut énoncer pour exemples le paradoxe du carré manquant, le triangle de Penrose ou l'escalier de Penrose, célèbre notamment par son illustration faite par Escher.
Les frontières entre tours de magie et principes mathématiques sont par ailleurs parfois très fines, notamment dans certains tours de cartes. Certains magiciens célèbres entretiennent un lien particulier avec les mathématiques, mais cela reste valable avec la science en général que les illusionnistes n'ont cessé d'utiliser. Citons par exemple le magicien/mathématicien Alfred de Caston.

## Illusionnisme au cinéma
De nombreux films ont pour thème central la prestidigitation. Parmi les plus récents :
- Magic in the Moonlight de Woody Allen avec Colin Firth, Emma Stone, consultants pour les effets magiques et doublures : les illusionnistes français Erick Lantin et Valérie (2014) ;
- Insaisissables (Now You See Me) de Louis Leterrier avec Jesse Eisenberg, Morgan Freeman, Isla Fisher, Woody Harrelson et Mark Ruffalo (2013) ;
- L'Illusionniste (The Illusionist) de Neil Burger avec Edward Norton, Paul Giamatti et Jessica Biel (2006) ;
- Le Prestige (The Prestige) de Christopher Nolan avec Hugh Jackman, Christian Bale et Michael Caine (2006) inspiré du roman de Christopher Priest portant le même titre ;
- Magic Camp de Marc Waters avec Adam DeVine, Jeffrey Tambor et Gilian Jacobs (2018).

D'autres l'utilisent pour contribuer à créer une ambiance poétique :
- le rôle-titre de Judex[22] de Georges Franju, remake des films muets de même nom de Louis Feuillade, est tenu par Channing Pollock, le premier prestidigitateur à avoir fait apparaître des colombes directement dans ses mains, sans user d'accessoires comme un chapeau : on le voit exécuter ce tour plusieurs fois dans le film. Et il réalise son numéro de music-hall, dans le film italien Europa di notte. Dans ce même film, apparaît aussi Watson[Qui ?] et le magicien comique, et comédien (cf. Les Tontons flingueurs) Mac Ronay.

La prestidigitation permet la réalisation d'effets spéciaux pour le cinéma, d'autre part, on emploie fréquemment des magiciens pour réaliser des trucages sur scène (comédie musicale, concert, pièce de théâtre…).

## Musées
- Musée de la Magie, Paris.
- Maison de la Magie, Blois.
- Musée de Magie et de l'Illusion, Pontillas.
- The House of Houdini, Budapest
- World of Mind, parcours d'illusions et de magie, Bruxelles.